# Old Hemp
Old Hemp (1 de septiembre de 1893 – mayo de 1901) fue un destacado y notable semental reconocido por ser el antecesor original de la raza  Border Collie. Era propiedad de Adam Telfer y desempeñó un papel crucial como perro de trabajo en la labor de pastoreo de ovejas. Lo que lo distinguía notablemente de otros perros pastores de su época era su estilo de trabajo notablemente silencioso y eficiente. Esta particularidad en su forma de trabajar fue adoptada por otros criadores y adiestradores, convirtiéndose en el estándar predominante entre los Border Collies en solo unas pocas generaciones. Sus descendientes destacaron como exitosos campeones internacionales en la categoría de perros pastores.
En septiembre de 1893, Old Hemp nació de los dos perros de Adam Telfer en West Woodburn, Northumberland. La madre de Hemp, Meg, era una perra pastora negra de mirada profunda; mientras que el padre de Hemp, Roy, era un perro pastor negro, blanco y canela de ojos sueltos y un temperamento afable. A diferencia de muchos border collies modernos, Hemp era un perro tricolor con una pequeña cantidad de pelaje blanco en el borde.
Siguiendo por primera vez a las ovejas a la edad de seis semanas, Old Hemp llegó a tener una gran capacidad de pastoreo . Movía las ovejas con una notable ausencia de ruido, en marcado contraste con los perros pastores más ruidosos de su época. Además, su temperamento era notablemente tranquilo, aunque en ocasiones trabajaba con tanta intensidad que llegaba a temblar físicamente. En un lapso breve de generaciones, su estilo de trabajo fue ampliamente asumido por la gran mayoría de los Border Collies, convirtiéndose en el patrón distintivo que llegó a ser reconocido como el estándar característico del Border Collie.
La manera de trabajar y el carácter de Hemp nunca dejaron de impresionar a su dueño Adam Telfer. 
Telfer dijo una vez  "Hemp brilló como un meteorito a través del horizonte del perro pastor. Nunca hubo una personalidad tan destacada".Telfer continuó el legado de Hemp dentro de su propio criadero. El autor y comentarista Eric Halsall también quedó impresionado por la habilidad de Hemp. Halsall dijo una vez: "Nadie que lo vio lo olvidó jamás. ... Casi impecable en el trabajo ... nació con tal conocimiento de su oficio que nunca requirió entrenamiento y se dedicó a su trabajo con naturalidad." 

## Legado

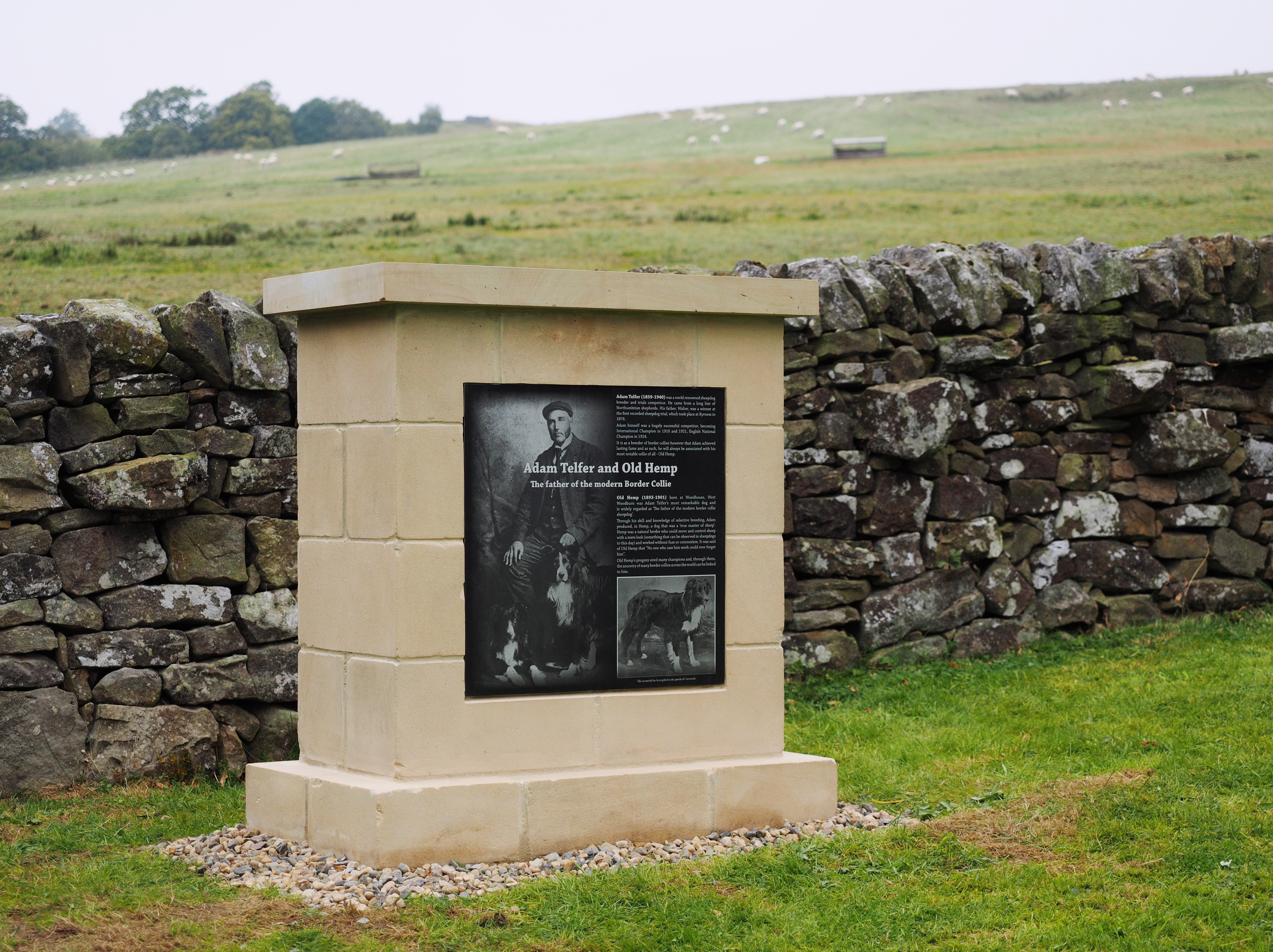
Memorial en West Woodburn, Northumberland, en el norte de Inglaterra.

Hemp se considera el padre fundador o "padre" de la raza Border Collie.
La Sociedad Internacional de Perros Pastores comenzó su libro genealógico en 1915, siendo Old Hemp la novena entrada  de alrededor de 300.000. La capacidad del Hemp para pastorear ovejas fue lo que atrajo a muchos cuidadores de perros: las estimaciones sitúan su descendencia en más de 200. Su estatura mediana y su pelaje áspero se ven comúnmente en la raza hoy en día, ya que muchos de sus descendientes continuaron manteniendo muchos de sus rasgos originales.
Si bien no se sabe si Hemp participó en alguna prueba de perros pastores, un perro de descendencia directa Sweep, nieto de Hemp y también propiedad de Telfer, ganó dos veces el campeonato de la Sociedad Internacional de Perros Pastores. Más tarde, Telfer crio y tuvo otro perro llamado Hemp, un descendiente de Old Hemp. El joven Hemp ganó el Campeonato Internacional de Agricultores de perros pastores de 1924. Esta no fue la única victoria en esa competición de los descendientes de Old Hemp: cada uno de los veintinueve collies que ganaron el campeonato entre 1906 y 1951 eran descendientes directos de Old Hemp.
En 2012 se inició una campaña en Facebook para instalar un monumento a Telfer y Old Hemp en West Woodburn, y las autoridades pertinentes concedieron el permiso. La inauguración del monumento tuvo lugar el 8 de septiembre de 2015 y contó con la presencia de una gran asamblea de propietarios de Border Collies con sus perros.